# Indonesia AirAsia

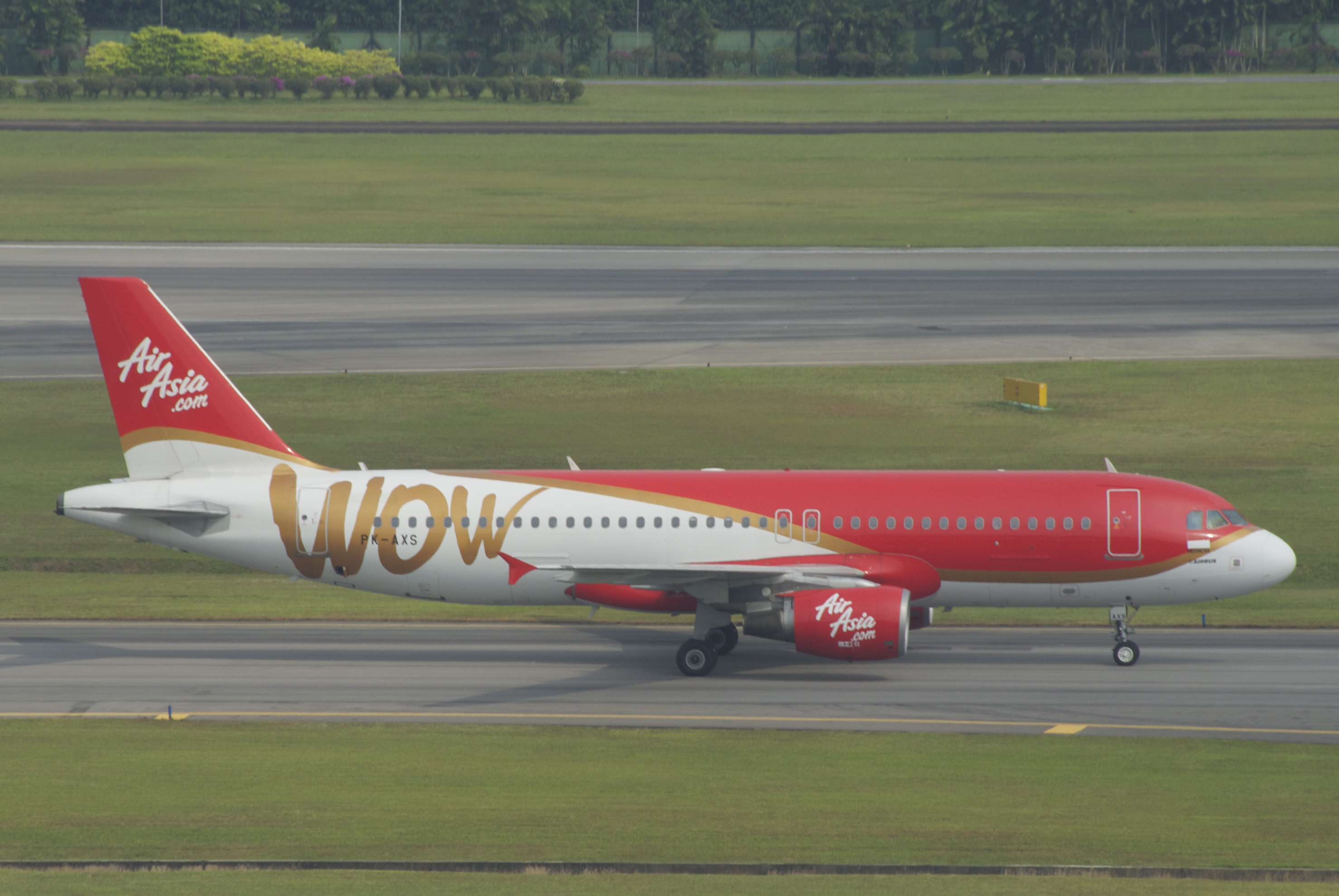
Airbus A320-200 d'Indonesia AirAsia sur l'aéroport de Singapour Changi en 2012

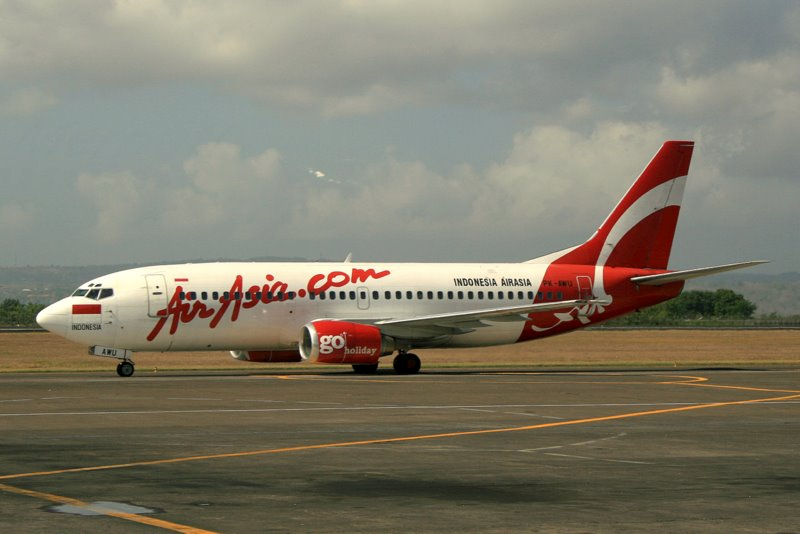
Boeing 737-300 d'Indonesia AirAsia sur l'aéroport international Ngurah Rai en 2008

Indonesia AirAsia, anciennement Awair (Air Wagon International), est une compagnie aérienne indonésienne à bas prix basée à Jakarta. Elle exploite des routes intérieures. C'est une filiale de la compagnie malaisienne AirAsia.

## Historique
Awair a été créée en 1999 par Abdurrahman Wahid, ancien dirigeant de l'organisation musulmane Nahdatul Ulama, juste avant qu'il ne devienne président de la République. Elle a démarré en 2000 avec des appareils Airbus mais a dû interrompre ses opérations en 2002. Awair a ensuite repris son activité en association avec AirAsia en 2004, qui détient aujourd'hui 49 % de son capital.
Awair a changé son nom en Indonesia AirAsia en décembre 2005, en harmonie avec les autres filiales d'AirAsia en Asie du Sud-Est.

## Accidents et incidents
Le 28 décembre 2014, le vol QZ8501, assurant la liaison entre Surabaya et Singapour, perdait le contact avec le contrôle aérien, vers 7h24 du matin, heure locale, non loin de l'île de Belitung, Indonésie, d'après un communiqué officiel de AirAsia. L'Airbus A320, immatriculé PK-AXC, avait 162 personnes à bord (155 passagers et 7 membres d'équipage, dont le copilote français).

## Destinations
Indonesia AirAsia dessert les destinations suivantes :
- Indonésie
  - Balikpapan
  - Bandung
  - Batam
  - Denpasar
  - Jakarta
  - Makassar
  - Medan
  - Padang
  - Pekanbaru
  - Solo
  - Surabaya
  - Yogyakarta
- Malaisie
  - Kuala Lumpur
  - Johor Bahru
  - Penang
  - Kuching
  - Kota Kinabalu
- Singapour
- Thaïlande
  - Bangkok
- Australie
  - Perth

## Flotte
La flotte d'Indonesia AirAsia est constituée de (octobre 2020) :